# Retrato de Alfonso XIII con uniforme de húsares
Retrato de Alfonso XIII con uniforme de húsares es un retrato realizado en 1907 por el pintor Joaquín Sorolla, por encargo del rey Alfonso XIII de España. Se ejecutó en  el parque de la residencia de verano La Granja de San Ildefonso. La pintura fue pintada al óleo sobre lienzo, tiene una altura de 208 cm y una anchura de 108,5 cm. Muestra al rey en un retrato a tamaño natural con uniforme de húsar en el estilo colorido y luminoso del impresionismo español. La pintura es propiedad de la colección real.

## Descripción
La pintura creada en 1907 muestra al rey Alfonso XIII en un retrato a tamaño natural. El monarca de 21 años se enfrenta al espectador, con la pierna izquierda adelantada sobre la derecha. Su rostro muestra una tez clara y sus ojos abiertos miran al frente. Lleva su cabello castaño con un peinado muy corto, dejando las orejas libres. El rey tiene su mano derecha en la cadera y su mano izquierda descansa en el mango de un sable cuya funda equipada con dragona llega hasta el suelo. Alfonso XIII, viste el uniforme de la caballería del Regimiento de Húsares de Pavía. Esto incluye la chaqueta roja llamada dolman, bajo la cual se asoma una camisa blanca en el cuello y la manga derecha. En el hombro izquierdo se encuentra la pelliza azul con cuello y forro de piel negra. Esto combina con los pantalones del uniforme igualmente azules, lleva botas de montar negras pulidas, que incluyen espuelas de plata. El colorido del uniforme está adornado con numerosos botones dorados y con intrincados adornos y trenzas, que eran bordados con hilos de oro en las telas. Además, alrededor de la cadera hay una banda roja, atada a manera de fajín, cuyos extremos son unas borlas de hilos de oro atadas en el lado izquierdo. El rey no muestra signos visibles de su cargo. Lo que si se puede ver son numerosas medallas y condecoraciones en la chaqueta roja y en la pelliza. La única joya que muestra es el anillo en el dedo anular, una referencia a la boda celebrada el año anterior con la princesa británica Victoria Eugenia de Battenberg.
Aunque el cielo en sí no es visible, la luz solar juega un papel importante en la imagen. En las hojas de los árboles, en el suelo del primer plano, en la ropa, en las botas, en la cara y en las manos del rey, en todas partes hay reflejos de la luz filtrándose entre el follaje que apuntan a la luz brillante del sol en la pintura. Además, especialmente la luminosidad de los colores uniformes es posible únicamente a través de la intensa luz del día. La pintura está firmada y fechada «J. Sorolla B. 1907 San Ildefonso».